# Лав Сапега
Лав Сапега (4. април 1557 - 7. јул 1633) је обављао дужност у Великом војводству Литваније као велики секретар 1580. године, велики писар 1581. године, дворски канцелар 1585. године, велики дворски канцелар од 1589. до 1623. године, војвода од Виљнуса 1621. године и велики литвански хетман од 1623. године до своје смрти 1633. године. Био је русинске националности,   међутим, савремени белоруски извори тумаче његово русинско наслеђе као белоруско.      
Сматра се великом политичком фигуром Пољско-литванске уније. Богат и моћан племић, правник и војни заповедник, био је познат по својој државничкој мудрости и био је један од највећих вођа Великог војводства Литваније у време културног просперитета.
Рођен је у белоруској породици у близини Витебска.  Школовао се у Лајпцигу и радио у краљевској канцеларији пољског краља и великог кнеза Литваније Стјепана Баторија под водством Јана Замојског. Одгајан као православац, у младости је прешао на калвинизам и основао низ калвинистичких цркава на својим бившим имањима. 1570-их се окренуо унитаризму. Разочарани свађом у протестантском логору, 1586. он и његова прва супруга прешли су у католичанство, од чега је постао ватрени бранилац.
Подржавао је политичку унију са Великим војводством Московским (1584-1600), водио је дипломатску мисију у Москви 1600. године и предложио јединство које је цар Борис Годунов одбио. Учествовао је и у ратовима против Москве, а касније је постао саветник Сигисмунда ИИИ. Васа, подржаваш његове планове.
Као канцелар био је главни уредник и издавач најновије верзије Статута Великог војводства Литваније, који се сматра првим уставом у Европи. Положио је темеље за оснивање Правног факултета Универзитета у Виљнусу, који је отворен 1641. године.
Био је један од покретача и учесника војне експедиције у Москву 1618. Као маршал Сејма предводио је редовни сејм у Варшави од 4. октобра до 25. новембра 1582. године. Био је добротвор многих католичких цркава у Великом војводству. Успоставио је дугорочну моћ и богатство породице Сапиеха. Умро је 1633. године и сахрањен је у подруму цркве Светог Михаила Архангела у Вилњусу, коју је сам саградио. 